# Odo Grötschnig
Odo Grötschnig (* 17. Mai 1976 in Klagenfurt) ist ein österreichischer Tongestalter und Tonmeister für Kino- und Fernsehfilme.

## Leben
Odo Grötschnig wuchs in Klagenfurt auf. Er absolvierte die Ausbildung zum Tontechniker an der School of Audio Engineering (SAE). Grötschnig wirkte bei vielen Kurzfilmprojekten der Filmakademie mit und war zunächst beim Film als Tonassistent tätig. 
Seither arbeitet er als Set-Tonmeister und Sound Designer für mehrere österreichische Regisseurinnen und Regisseure, darunter David Schalko, Marie Kreutzer, Götz Spielmann und Karl Markovics. 
Grötschnig lebt heute in Wien und Klagenfurt.

## Filmografie
- 2003: Auswege
- 2003: un peu beaucoup (Kurzfilm)
- 2004: Würstelstand (Kurzfilm)
- 2004 Das Kettenkarussell (Kurzfilm)
- 2004: California (Dokumentarfilm)
- 2006: White Box (Kurzfilm)
- 2007–2011: Willkommen Österreich mit Stermann & Grissemann (TV-Show)
- 2007: Über Wasser: Menschen und gelbe Kanister (Dokumentarfilm)
- 2007: Rumpelstilzchen
- 2008: Mit Blick auf Wien (Kurzfilm)
- 2008: Das Wunder von Wien
- 2009: Blutsfreundschaft
- 2009: Tschuschen:Power (TV-Serie)
- 2010: Barylli's Baked Beans
- 2011: Die Vaterlosen
- 2012: Allein (Kurzfilm)
- 2012: The Strange Case of Wilhelm Reich
- 2012: Sommer 1972 (Dokumentarfilm)
- 2013: Die Werkstürmer
- 2013: Schleierhaft (Kurzfilm)
- 2013: Sendung ohne Namen (TV-Show)
- 2014: Bösterreich (Fernsehserie)
- 2015: Gruber geht
- 2015: Altes Geld (Fernsehserie)
- 2015: Bewährung (Kurzfilm)
- 2015: Wo warst du (Kurzfilm)
- 2016: Tatort: Die Kunst des Krieges (Fernsehreihe)
- 2016: Was hat uns bloß so ruiniert
- 2016: Landkrimi – Höhenstraße (Fernsehreihe)
- 2017: Stadtkomödie – Die Notlüge (Fernsehreihe)
- 2019: M – Eine Stadt sucht einen Mörder (Fernsehserie)
- 2019: Der Boden unter den Füßen
- 2020: Letzter Kirtag (Fernsehfilm)
- 2022: Landkrimi – Der Schutzengel (Fernsehreihe)
- 2022: Letzte Bootsfahrt (Fernsehfilm)
- 2023: Landkrimi – Das Schweigen der Esel (Fernsehreihe)
- 2024: Kafka (Fernsehserie)